# Jan III Dukas Watatzes
Jan III Dukas Watatzes (gr. Ιωάννης Γ΄ Δούκας Βατάτζης, Iōannēs III Doukas Batatzēs; ur. 1192, zm. 3 listopada 1254) – cesarz nicejski w latach 1222–1254.
Zyskał sławę jako żołnierz. W 1222 został wybrany cesarzem w miejsce swego teścia Teodora I. Wcześniej poślubił jego córkę Irenę Laskarys (w 1212). Mieli jednego syna, Teodora, późniejszego cesarza Teodora II. Irena po upadku z konia nie mogła już mieć więcej dzieci i wstąpiła do klasztoru, gdzie przebywała aż do śmierci w 1239. Jan ożenił się ponownie w 1244 – z Konstancją, nieślubną córką cesarza rzymskiego Fryderyka II. Nie mieli jednak dzieci.
Zreorganizował pozostałość Cesarstwa Bizantyjskiego będącą w jego władaniu (Cesarstwo Nicejskie). Dzięki zdolnościom administracyjnym uczynił z niego najsilniejsze i najbogatsze państwo na Wschodzie. Zabezpieczył jego wschodnią granicę przez porozumienie z Sułtanatem Rumu. Próbował odzyskać europejskie posiadłości jego poprzedników. 
Stłumił rebelię braci poprzedniego cesarza, popieranych przez Cesarstwo Łacińskie, w bitwie pod Poimanenonem, w następstwie której zajął tereny Azji Mniejszej należące do Cesarstwa Łacińskiego Roberta de Courtenay. Jego flota rozszerzyła jego cesarstwo o wyspy Lesbos, Samos, Chios, Kos i Rodos. Odbił też z rąk łacinników Adrianopol.
Wraz z Bułgarami przeprowadził nieudane oblężenie Konstantynopola (1235). Objął zwierzchnictwo nad Tesaloniką i Epirem. Ostateczne odzyskanie Konstantynopola przez jego następców było możliwe dzięki jego przygotowaniom.
W pięćdziesiat lat po śmierci cesarza, za swoje wyjątkowe zasługi, został ogłoszony świętym jako Jan Miłosierny. Corocznie był wspominany w dwóch miejscach – w Magnezji (w której ufundował kościół) oraz w Nimfeon (w której znajdowała się jego ulubiona rezydencja).
Jan III pod koniec życia zaczął cierpieć na silne ataki padaczki (epilepsji), która najprawdopodobniej przyczyniła się do jego śmierci.